# Dansk Melodi Grand Prix
Il Dansk Melodi Grand Prix è una competizione canora danese che si svolge annualmente ed è organizzata e trasmessa da Danmarks Radio, l'emittente radiotelevisiva pubblica danese, per selezionare il candidato che rappresenta la Danimarca all'Eurovision Song Contest.
Dal 1957 il festival ha prodotto 3 vincitori dell'Eurovision e 11 concorrenti classificati nelle prime cinque posizioni.
Il festival non si tenne dal 1967 al 1977, e anche per le edizioni del 1993, del 1998 e del 2003, dal momento che la Danimarca non partecipò alle rispettive edizioni del Festival europeo. Nel 1996 invece la Danimarca è stata eliminata in una preselezione, perciò non si è esibita all'Eurovision Song Contest 1996.

## Lista dei vincitori
| Anno                              | Artista                          | Titolo                                 | Classifica all'ESC  |
| --------------------------------- | -------------------------------- | -------------------------------------- | ------------------- |
| 1957                              | Birthe Wilke & Gustav Winckler   | Skibet skal sejle i nat                | 3                   |
| 1958                              | Raquel Rastenni                  | Jeg rev et blad ud af min dagbog       | 8                   |
| 1959                              | Birthe Wilke                     | Uh, jeg ville ønske jeg var dig        | 5                   |
| 1960                              | Katy Bødtger                     | Det var en yndig tid                   | 10                  |
| 1961                              | Dario Campeotto                  | Angelique                              | 5                   |
| 1962                              | Ellen Winther                    | Vuggevise                              | 10                  |
| 1963                              | Grethe and Jørgen Ingmann        | Dansevise                              | 1                   |
| 1964                              | Bjørn Tidmand                    | Sangen om dig                          | 9                   |
| 1965                              | Birgit Brüel                     | For din skyld                          | 7                   |
| 1966                              | Ulla Pia                         | Stop - mens legen er go'               | 14                  |
| nessuna edizione dal 1967 al 1977 |                                  |                                        |                     |
| 1978                              | Mabel                            | Boom Boom                              | 16                  |
| 1979                              | Tommy Seebach                    | Disco Tango                            | 6                   |
| 1980                              | Bamses Venner                    | Tænker altid på dig                    | 14                  |
| 1981                              | Tommy Seebach and Debbie Cameron | Krøller eller ej                       | 11                  |
| 1982                              | Brixx                            | Video, Video                           | 17                  |
| 1983                              | Gry Johansen                     | Kloden drejer                          | 17                  |
| 1984                              | Hot Eyes                         | Det' lige det                          | 4                   |
| 1985                              | Hot Eyes                         | Sku' du spørg' fra no'en?              | 11                  |
| 1986                              | Lise Haavik                      | Du er fuld af løgn                     | 6                   |
| 1987                              | Anne-Cathrine Herdorf            | En lille melodi                        | 5                   |
| 1988                              | Hot Eyes                         | Ka' du se hva' jeg sa'?                | 6                   |
| 1989                              | Birthe Kjær                      | Vi maler byen rød                      | 6                   |
| 1990                              | Lonnie Devantier                 | Hallo Hallo                            | 8                   |
| 1991                              | Anders Frandsen                  | Lige der hvor hjertet slår             | 19                  |
| 1992                              | Kenny Lübcke and Lotte Nilsson   | Alt det sem ingen ser                  | 12                  |
| 1993                              | Tommy Seebach Band               | Under stjernerne på himlen             | 12                  |
| Nessuna edizione nel 1994         |                                  |                                        |                     |
| 1995                              | Aud Wilken                       | Fra Mols til Skagen                    | 5                   |
| 1996                              | Dorte Andersen & Martin Loft     | Kun med dig                            | -                   |
| 1997                              | Kølig Kaj                        | Stemmen i mit liv                      | 16                  |
| Nessuna edizione nel 1998         |                                  |                                        |                     |
| 1999                              | Michael Teschl and Trine Jepsen  | Denne gang                             | 8                   |
| 2000                              | Olsen Brothers                   | Smuk som et stjerneskud                | 1                   |
| 2001                              | Rollo & King                     | Der står et billede af dig på mit bord | 2                   |
| 2002                              | Malene Mortensen                 | Vis mig hvem du er                     | 24                  |
| Nessuna edizione nel 2003         |                                  |                                        |                     |
| 2004                              | Thomas Thordarsson               | Sig det' løgn                          | SF 13               |
| 2005                              | Jakob Sveistrup                  | Tænder på dig                          | 9                   |
| 2006                              | Sidsel Ben Semmane               | Twist of Love                          | 18                  |
| 2007                              | DQ                               | Drama Queen                            | SF 19               |
| 2008                              | Simon Mathew                     | All Night Long                         | 15                  |
| 2009                              | Niels Brinck                     | Believe Again                          | 13                  |
| 2010                              | Chanée & N'evergreen             | In a Moment like This                  | 4                   |
| 2011                              | A Friend in London               | New Tomorrow                           | 5                   |
| 2012                              | Soluna Samay                     | Should've Known Better                 | 23                  |
| 2013                              | Emmelie de Forest                | Only Teardrops                         | 1                   |
| 2014                              | Basim                            | Cliche Love Song                       | 9                   |
| 2015                              | Anti Social Media                | The Way You Are                        | SF 13               |
| 2016                              | Lighthouse X                     | Soldiers of Love                       | SF 17               |
| 2017                              | Anja                             | Where I Am                             | 20                  |
| 2018                              | Rasmussen                        | Higher Ground                          | 9                   |
| 2019                              | Leonora                          | Love Is Forever                        | 12                  |
| 2020                              | Ben&Tan                          | Yes                                    | edizione cancellata |
| 2021                              | Fyr & Flamme                     | Øve os på hinanden                     | SF 11               |
| 2022                              | Reddi                            | The Show                               | SF 13               |
| 2023                              | Reiley                           | Breaking My Heart                      | SF 14               |
| 2024                              | Saba                             | Sand                                   | SF 12               |
| 2025                              | Sissal                           | Hallucination                          | 23                  |